# La Fin des temps, partie 1
La Fin des temps, partie 1 est l'avant-dernier épisode de la saison 7 de la série télévisée Buffy contre les vampires.

## Résumé
Dans les égouts, les Tueuses potentielles guidées par Faith et elle-même sont sérieusement touchées par l'explosion de la bombe. De son côté, Buffy retire de la pierre une mystérieuse arme en forme de faux, devant un Caleb désormais aussi stupéfié qu'inquiet. Le prêtre tente de la lui reprendre, mais la Force se manifeste et ordonne à son bras droit de permettre à Buffy de partir, non sans prévenir la Tueuse que ses amies sont en danger. Buffy quitte la cave à vin et part à leur secours. Pendant ce temps, dans les égoûts, la force de l'explosion tue et blesse plusieurs personnes, et laisse Faith inconsciente. Les Potentielles tentent de se ressaisir et d'évacuer les blessées, mais elles sont prises en chasse par un groupe de Turok-Han et se retrouvent acculées. En difficulté, elles ne sont sauvées que par l'intervention de Buffy, qui, à l'aide de la faux, tue facilement les trois vampires.  
Chez les Summers, les soins des blessés s'organisent, et Buffy reprend peu à peu le contrôle du groupe. Elle montre à ses amis sa nouvelle arme, sentant qu'elle est magique et qu'elle est doit lui appartenir. Soupçonnant qu'elle soit plus qu'une simple arme, elle demande à Giles et Willow de faire des recherches. Plus tard dans la soirée, alors que leurs recherches ne donnent rien, l'Observateur propose une première fois à Willow de faire appel à la magie, mais la jeune femme s'y refuse. Ils finissent tous les deux par trouver ce qu'ils croient être le nom de l'arme, et, à partir de cet élément, de remonter une piste vers un ancien temple païen probablement construit sur un cimetière.  
Dans le salon, Anya et Andrew aident à soigner les Potentielles blessés. Le garçon, constatant le manque de matériel médical, et ayant plus tôt dans la journée volé de la nourriture dans le supermarché abandonné de Sunnydale, décide d'aller piller l'hôpital. L'ancien démon accepte de l'accompagner. Arrivé sur place, ils discutent des motivations les poussant l'un et l'autre à rester à Sunnydale pour se battre aux côté des autres, ainsi que de leur chances de succès et de survie. Andrew comprend qu'Anya aime les humains en dépit de leurs défauts pour leur capacité à continuer de se battre envers et contre tout. Il confie également ne pas penser survivre au combat final, sans pour autant en avoir peur.  
Dans la cuisine, Buffy confie à Alex une mission de haute importance. Son ami, qui pense que la Tueuse veut simplement l'éloigner des combats, est déterminé à rester a ses côtés jusqu'au bout, mais il finit par accepter. Plus tard dans la soirée, il endort Dawn avec du chloroforme et part avec elle en voiture. Lorsque Dawn se réveille, le garçon donne à l'adolescente une lettre écrite par sa soeur. Au lieu de la lire jusqu'au bout, Dawn rend à son tour Alex inconscient avec un taser et les conduit tous les deux chez elle.  
Buffy montre quant à elle son arme à une Faith réveillée, et elle la rassure sur l'échec de sa dernière mission. La seconde Tueuse avoue à la première à quel point il a été difficile pour elle de diriger le groupe en son absence, et les deux jeunes femmes discutent de la solitude du métier de Tueuse. Buffy échange par la suite avec Spike. Dans un premier temps, il minimise l'importance de la nuit passée ensemble, et Buffy explique au vampire vouloir découvrir le secret sur l'origine de son arme. Alors qu'il s'apprête à partir, la Tueuse le rattrape, le confronte sur ce qu'il ressent pour elle et le remercie pour son aide. Spike avoue alors à Buffy sa peur de la perdre, la nuit qu'ils ont passé ensemble ayant été la plus belle de toute sa vie, mais il refuse de s'étendre davantage sur ce qu'il ressent, avant de l'accompagner dans ses recherches.  
Arrivée au cimetière, Buffy poursuit son enquête dans une crypte. Elle y rencontre une vieille femme qui lui révèle être la dernière des Gardiennes, un ordre exclusivement féminin crée pour servir et protéger les Tueuses et pour surveiller les Observateurs Les Gardiennes ont forgé la faux pour la Tueuse en vue de son combat contre l'ultime source du Mal, avant de l'emprisonner dans la pierre sous ce qui deviendra Sunnydale. Elle le prévient que cette bataille sera la dernière et que la fin est imminente, avant d'être tuée par Caleb. Lui et Buffy se lancent dans un féroce combat, au cours duquel le prêtre prend l'avantage sur elle jusqu'à l'intervention inattendue d'Angel, qui permet à Buffy de se ressaisir et de le vaincre avec la faux. Heureuse de le revoir, la Tueuse embrasse le vampire, sans avoir que Spike les observe tous les deux, la Force à ses côtés.